# Ну, погоди! (мультфильм, 1969)
«Ну, погоди!» — советский рисованный мультфильм студии «Союзмультфильм» 1969 года. Четвёртый из четырёх сюжетов мультипликационного альманаха «Весёлая карусель» № 1. Режиссёрский дебют режиссёра-мультипликатора Геннадия Сокольского.
«Ну, погоди!» — это фраза-угроза Волка в сторону Зайца, которого он постоянно пытается поймать. Картина является прототипом появившегося позже мультипликационного сериала «Ну, погоди!», первая серия которого вышла в том же 1969 году. 

## Сюжет
Мультфильм о Волке, пытающемся поймать Зайца.
История первая: Волк пытается попасть в мишень, изображающую Зайца, в тире, однако постоянно промахивается.
История вторая: Мама-Зайчиха оставляет своего Зайца-ребёнка в коляске возле магазина и уходит за покупками. Волк увозит его, однако тот на ходу с помощью зонта открывает крышку канализационного люка, и хищник проваливается.
История третья: Волк с помощью моркови-приманки ловит Зайца-дошкольника, однако тот надевает купленные ранее баранки ему на пасть.

## Создатели
- Авторы сценария: Феликс Камов, Александр Курляндский (не указан в титрах), Аркадий Хайт
- Режиссёр, художник-постановщик и мультипликатор: Геннадий Сокольский
- Оператор: Михаил Друян
- Композитор: Владимир Шаинский
- Звукооператор: Владимир Кутузов
- Роль озвучивал: Волк — Олег Анофриев[2]

## О мультфильме
«Весёлая карусель»
 В первом номере был и режиссёрский дебют Сокольского, который назывался … «Ну, погоди!» Сегодня, когда каждый кадр сериала наизусть помнят все от мала до велика, а режиссёр Вячеслав Котёночкин знаменит, трудно представить, что первым создателем легендарной пары был Геннадий Сокольский. Именно в этом мини-фильме авторы сценария — Феликс Камов, Александр Курляндский и Аркадий Хайт — установили те правила, по которым «играли» во всех будущих сериях. Но герои (заяц не был «взрослым», а озорным и сообразительным малышом) фильма были не похожи на стандартно «диснеевских», а разыграна миниатюра ничуть не слабее. Сокольский был в этом фильме и режиссёром, и художником-постановщиком, и аниматором. Почуяв в новом замысле золотое дно, руководство студии не решилось доверить его реализацию начинающему режиссёру, автору пусть прекрасного, но единственного, и притом крошечного, фильма. Сериал зажил отдельной жизнью, Сокольский вернулся к профессии мультипликатора.— Наталия Венжер